# 대장동 개발 사업 논란

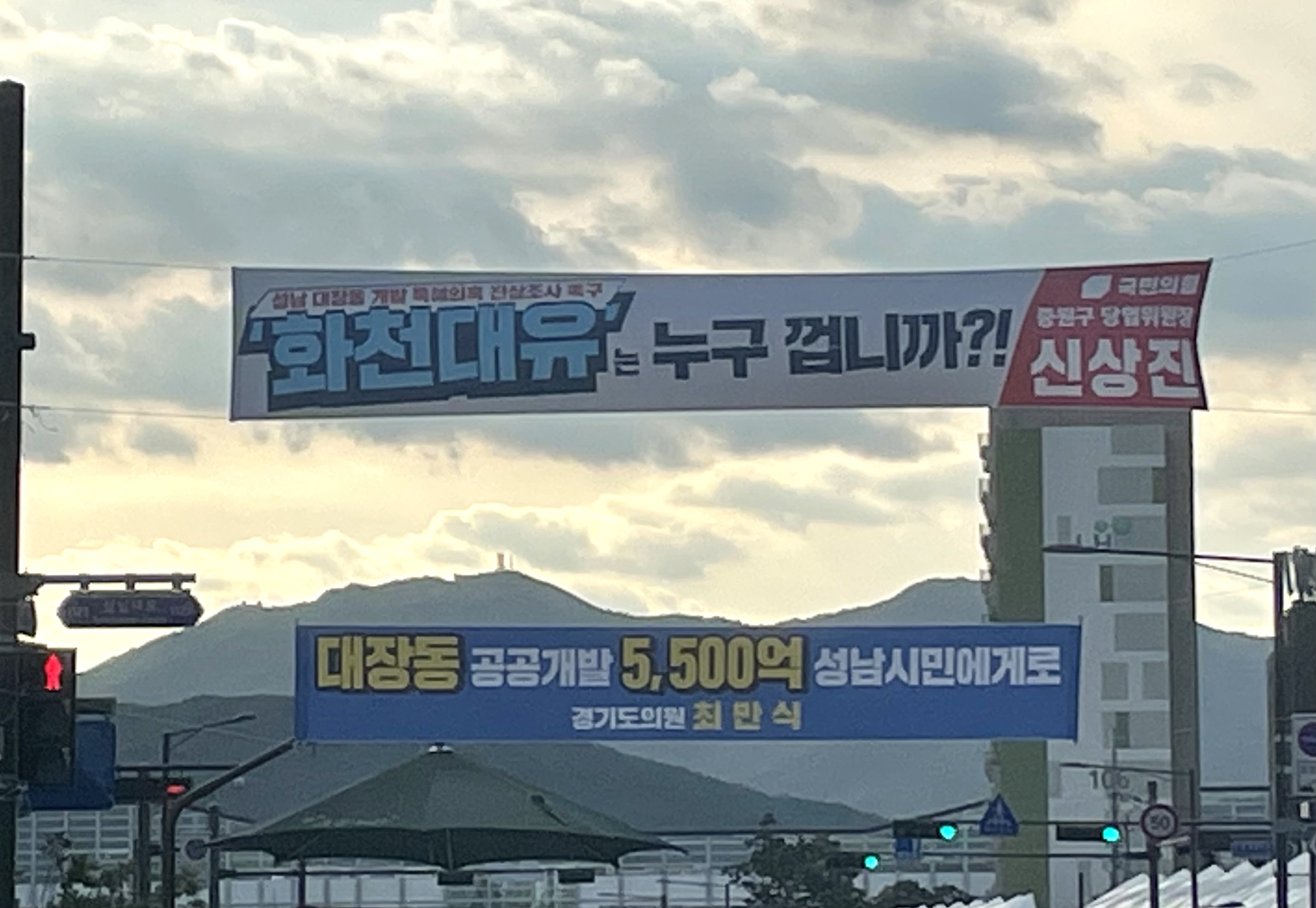
대장동 개발 논란 관련 플래카드.

대장동 개발 사업 논란은 성남시가 토지 강제 수용하여 2015년 시작된 대한민국 경기도 성남시 대장동 개발 사업에서 분양가 상한, 초과 이익 환수를 제외하여 민간 개발 업자가 막대한 이익을 챙긴 것으로 인한 관련된 논란이다.

## 쟁점
이재명 대표 측은 대장동 사업으로 발생한 이익 가운데 '확정 이익' 방식으로 배분받은 임대아파트 부지 배당금 1천822억원과 신흥동 제1공단 공원화 비용 2천561억원에 사업자 공모 이후 개발계획 변경 및 실시계획 인가를 통해 민간업자들에게 1천120억원을 '추가 부담'시킨 서판교 터널 개통 등 기반시설 조성 비용 1천120억원을 모두 더한 5503억원을 성남 시민 몫으로 환수했다고 주장하는 반면 검찰은 임대아파트 부지 배당금만 공공 환수이고 1공단 공원 조성비는 민간 사업자들이 부담해야 할 비용을 대장동 수익으로 보전한 것에 불과해 사업 검토 보고서에서도 사업 이익이 아닌 사업 비용으로 분류돼 성남시의 이익으로 볼 수 없고 서판교 터널 개통 등 기반시설 조성 비용도 "대장동 부지의 가치를 높이기 위해 민간 사업자들이 요청해 만들어진 것"이라고 판단을 해서 '대장동팀'을 공직자의 이해충돌방지법 위반 혐의로 기소하면서 이들이 대장동 사업으로 얻은 부당 수익이 7천886억원(택지 분양 수익 4천54억원 + 출자자 직접 사용 5개 필지에 대한 아파트 분양수익3천690억원 + 화천대유의 자산관리 위탁수수료140억원)이라고 했다.

## 상세
경기도 성남시 대장동 택지개발 시행사 화천대유와 관련해, 야당인 국민의힘의 김은혜 국회의원이 문제제기를 했다.
화천대유는 대장동 개발 당시 시행사로 설립된 성남의뜰에 컨소시엄으로 참여한 곳이다. SK증권 등도 특정금융신탁 형태로 투자했다.
성남의뜰은 성남시 산하기관인 성남도시개발공사가 대주주로 있다.
성남의뜰의 납입자본금은 50억원(우선주 46억5천만5천원, 보통주 3억4999만5천원)으로 돼 있다. 우선주의 경우 성남시 산하 성남도시개발공사가 53.76%를 보유하고 있고 하나은행 15.06%, 국민은행 8.60%, 기업은행 8.60% 등의 지분율이다. 보통주 약 7%는 에스케이(SK)증권(6%)과 ‘화천대유 자산관리’(1%)가 나눠 가졌다.
SK증권 지분은 화천대유 지분 100%를 보유한 법조 출입 기자 출신 김만배 화천대유 대표가 모집한 개인투자자 6명으로 구성된 특정금전신탁(고객이 직접 자산운용 방법을 지정하는 신탁상품)이다. 지분 7%를 가진 화천대유와 에스케이증권 신탁자는 성남의뜰로부터 3년 동안 4040억원의 배당을 받은 것으로 나타났다. 화천대유 측은 5천만 원은 재개발 사업 컨소시엄에 참여하기 위한 자본금일뿐, 실제 투입한 투자금이 아니라면서, 금융회사에서 7천억 원의 사업자금 대출이 성사되기까지 운영 경비와 인허가 비용 등을 위해 350억 원의 초기 자금을 썼다고 밝혔다. 그러면서 수익이 나지 않으면 손해를 떠안는 구조였고, "사업의 위험은 화천대유가 100% 부담했다"고 주장했다.
화천대유에는 박영수 전 특별검사와, 원유철 새누리당 전 원내대표 이재명 지사 관련 사건을 변호했던 강찬우 전 수원지검장도 법률자문을 한 것으로 알려졌다. 양승태 전 대법원장 지명으로 임명된 권순일 전 대법관이 화천대유의 고문이었다. 박근혜 정부 시절 검찰총장이었던 김수남 전 총장도 로펌을 통해 고문 계약을 맺었다. 박영수 전 특검의 딸과 곽상도 국민의힘 의원의 아들이 화천대유에 근무하기도 했다. 김만배 화천대유 대표가 법조 출입기자를 할 당시 고위급 법조인들과 친분을 맺은 것으로 전해졌다.
국민의힘 김기현 원내대표는 "이 지사가 성남시장 시절 추진한 대장동 개발 사업에서 시행사 '성남의뜰' 지분 절반을 보유한 성남도시개발공사는 최근 3년간 1,830억을 배당받았지만, 1% 지분밖에 보유하지 않은 화천대유와 6%를 가진 SK증권은 같은 기간 각각 577억 원과 3,460억 원을 배당받았다"며 "이를 어떤 국민이 납득 하겠느냐"고 반문했다.
더불어민주당 강득구 의원은 "사실상 최초로 공공개발형식을 접목한 택지개발사업"이라며 "성남시민들께 5500억원의 공공이익금을 귀속시킨 모범이 될만한 성공사례"라고 평가했다. 그는 "이미 검찰이 탈탈 털어 3심 무죄까지 선고된 이 사업을 보수세력이 시비 거는 이유는 명확하다"며 "(보수세력이) 이른바 '윤석열 검찰 청부 고발' 사건으로 인한 윤 후보의 도덕성 위기를 물타기 하려는 것"이라고 했다.
이재명 더불어민주당 대선캠프는 2021년 9월 19일 김기현 국민의힘 원내대표와 윤창현 국민의힘 의원, 장기표 전 국민의힘 경선후보를 공직선거법 위반 및 정보통신망법상 명예훼손 등 혐의로 검찰에 고발했다. 서울중앙지검에서 사건을 배당하고 수사를 개시했으며, ‘대장동 의혹’을 둘러싼 기초 사실관계를 파악할 것이라는 전망이 제기됐다.

## 대장동
대장동은 판교신도시 남쪽 끝에 붙어 있다. 성남시 분당과 판교가 개발되면서 마지막 ‘노른자위 땅’으로 불렸다. 한국토지주택공사(LH·엘에이치)는 이대엽 성남시장(당시 한나라당) 시절이던 2004년 12월께 이 지역 128만㎡를 미니 새도시로 개발하는 계획을 세웠다. 이에 성남시도 ‘2020년 성남 도시기본계획’에 반영했지만, 사업성 부족을 이유로 취소했다. 개발계획이 유출돼 땅 투기를 한 공무원 등 22명이 입건되기도 했다.
2010년 6월 LH의 사업 포기 이후 민간개발이 추진됐다. 하지만 LH의 사업 포기 뒷배경으로 2009년에 민간개발으로 바꾸기 위해 뇌물을 뿌린 로비활동이 드러났다.
이재명이 성남시장 당선된 이후 성남시는 2011년 4562억원의 지방채를 발행하여 초기 사업비를 충당하고 100% 공공개발을 하는 방안을 검토했다. 하지만 이명박 정부와 새누리당이 다수인 성남시의회(19:15)가 지방채 발행을 거부하면서 무산됐다. 2014년 지방선거에서 18:16으로 의회 다수 의석을 차지하게 된 이재명은 "민간의 사업 참여를 받아들여 공공, 민간 공동개발 방식으로 개발을 추진할 것"이라고 발표했다.
2018년 이재명은 경기도지사 유세에서 "5,503억 원을 한 푼도 안 들이고 성남시 수익으로 만들었습니다."고 주장했고 검찰은 이 같은 주장이 허위라며 기소했는데, 법원은 1,2,3심 모두 허위가 아니라고 판단했다. 법원은 성남시가 대장동 개발 시행사 '성남의뜰'로부터 5,500억 원에 상당하는 수익을 환수했다고 판단했다.

## 화천대유
정식명칭은 주식회사 화천대유자산관리(㈜화천대유자산관리)이다. 본사 소재지는 경기도 성남시 분당구 서판교로 164 훼미리프라자 2층 201호에 있다. 본래는 성남에 본사를 두고있는 중소기업으로 알려진 곳이라 그리 잘 알려지지 않았으나 2021년 성남 대장동 개발 논란으로 인해서 알려지게 되었다.

## 관련된 인물들
보통주를 소유한 주주명단은 다음과 같다.
- 주식회사 화천대유, 김만배 회장(머니투데이 법조출입기자 출신)
- 천화동인 1호, 화천대유의 자회사, 화천대유가 100% 지분 보유[12]
- 천화동인 2호, 김모씨1, 김만배의 부인
- 천화동인 3호, 김모씨2, 김만배의 누나
- 천화동인 4호, 남욱, 법무법인 강남 변호사, NSJ홀딩스 대표, 한나라당 중앙청년위 부위원장 출신
- 천화동인 5호, 공인회계사 정영학
- 천화동인 7호, 배모씨, 머니투데이 기자 출신

그 외에 언론에서 보도되고 있는 사람들은 다음과 같다.
- 이한성, 이화영 전 열린우리당 의원 보좌관, 화천대유 임원. 천하동인 1호 이사.
- 원유철 전 새누리당 원내대표, 화천대유 고문
- 이경재 변호사, 국정농단 사건 최순실의 변호인, 법무법인 동북아, 화천대유 고문

## 50억 클럽
2021년 10월 6일 박수영 국민의힘 의원이 "'화천대유자산관리(화천대유)'로부터 50억 원을 받기로 했다"는 의혹을 제기하면서 밝힌 '50억 원 클럽' 명단과 관련 대장동 녹취록에 나온 인물이다.
50억 클럽을 이유로 이재명 지지자들이 '법조 카르텔'이라고 주장하지만 '공기업에 불리하게 설계하여 특혜를 준' 배임과 별개다. 
김만배는 검찰 조사에서 대장동 사업에서 우위를 점할려고 친분 있는 법조인을 거론한 것이라고 밝혔다.
- 박영수 국정농단 사건 특검, 법무법인 강남 대표변호사, 화천대유 상임고문
- 권순일 대법관, 화천대유 고문, 양승태 전 대법원이 임명했으며 2020년 선거법 위반 사건 판결에서 전원합의체에 회부한 주심 대법관으로 전원합의체에서 무죄 의견 주도
- 강찬우 수원지검장, 화천대유 고문, 이재명의 선거법 위반 사건 변호인. 국민의힘 추천 공수처장 후보.
- 김수남 제41대 검찰총장(2015~2017년), 화천대유 고문 계약
- 곽상도 국민의힘 의원 아들, 화천대유 대리. 30대 나이에 퇴직금 50억원을 수령하였고, "곽상도는 현직이니 아들에 주자"라는 뇌물로 보이는 녹취도 나왔으나 1심 재판에서 직무 관련성은 인정되나 '독립 생계'를 이유로 뇌물죄는 무죄, 정치자금법 유죄[14]
- 홍모씨 머니투데이 회장

## 평가
진중권 전 동양대 교수는 '단군 이래 최대의 공공환수사업'으로 치장해 온 그 탁월한 분장술에 놀랄 따름이라면서, "단군 이래 최대의 비리 사건으로 보인다"고 평가했다.
이상복 서강대학교 법학전문대학원 교수는 “성남도시개발공사는 대장지구 도시개발사업과 관련해 공사의 출자금을 제외하고는 어떠한 자금을 투자하거나 조달하는 등으로 부담하지 않았다”며 “지급보증, 채무인수 등의 신용공여도 하지 않았고, 분양보증, 매입확약 등의 책임을 부담하지 않았다”고 밝혔다. 그리고 “결국 성남도시개발공사는 아주 적은 위험만을 부담하면서도 보장된 개발이익을 우선적이고 안정적으로 회수했다”며 “그치지 않고 성남시가 부담해야 할 지역 주변 기반시설을 사업주체가 대신 건설하게 함으로써 공공의 이익을 극대화할 수 있었다”고 평가했다.
6200여 명의 전·현직 교수가 속한 우파 성향의 사회정의를 바라는 전국교수모임(정교모)도 성명서를 내고 화천대유의 특혜 의혹에 대해 특검 도입을 요구했다.
신봉기 경북대학교 법학전문대학원 교수는 "이른바 '대장동사건'은 법적 이슈로 접근해야 할 사안임에도 세상은 정치적 이슈로 몰아가고 있다"고 그의 저서 <법으로 푸는 대장동 사건>에서 지적했다.

## 같이 보기
- 성남판교대장도시개발사업
- 의왕백운지식문화밸리